# Chausseehaus Rollsdorf

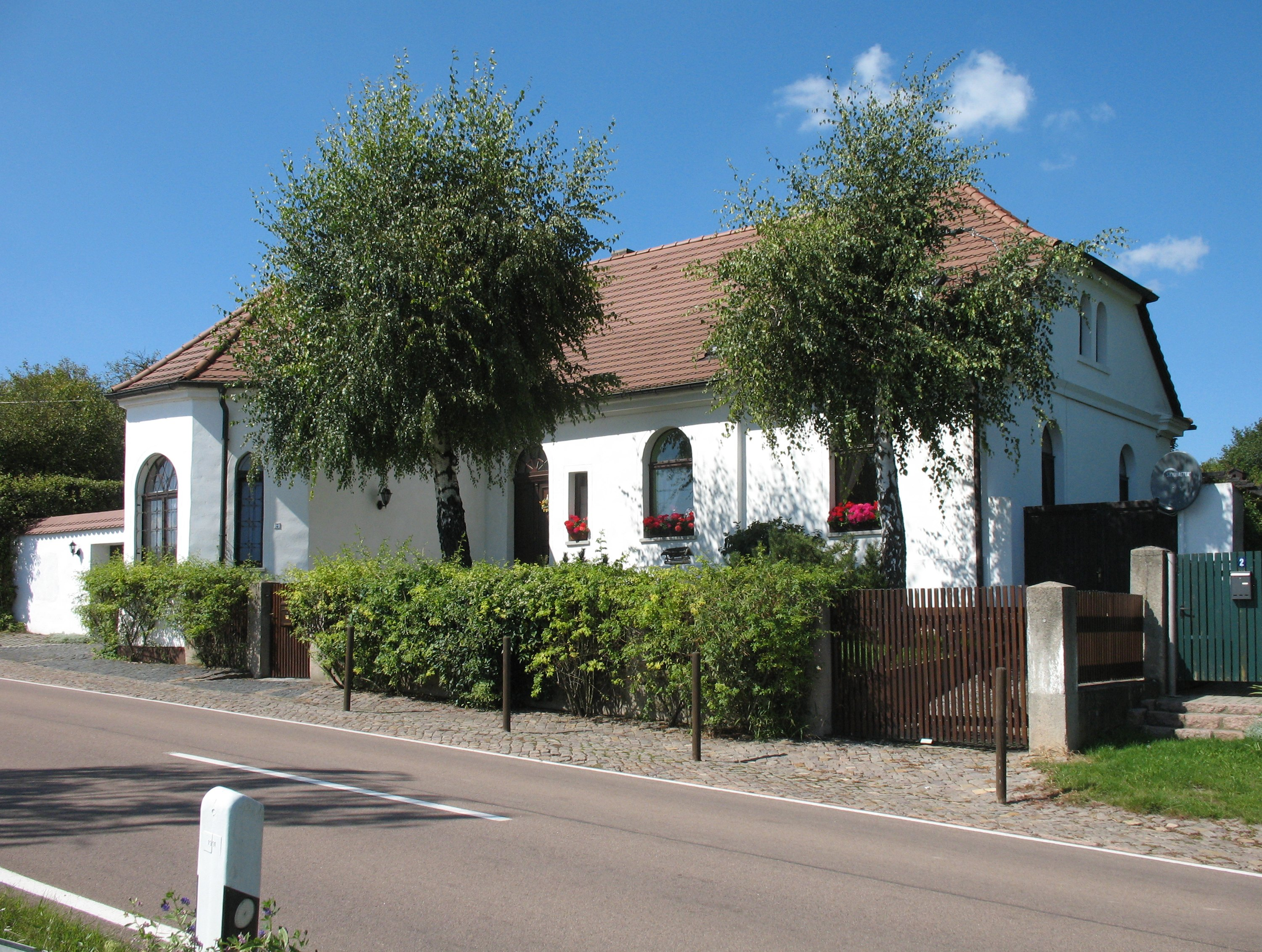
Chausseehaus in Rollsdorf

Das Chausseehaus in Rollsdorf befindet sich am westlichen Ortsausgang von Rollsdorf (Seegebiet Mansfelder Land) im Landkreis Mansfeld-Südharz in Sachsen-Anhalt.
Chausseehäuser gehören ähnlich wie Meilensteine zur Standardausstattung preußischer Staatschausseen in der ersten Hälfte des 19. Jahrhunderts. Die Chaussee von Berlin nach Kassel wurde in dem Teilabschnitt Langenbogen–Nordhausen in den Jahren 1824 bis 1826 erbaut. Das Chausseehaus in Rollsdorf wurde 1826 fertiggestellt und beherbergte neben dem Chaussee-Einnehmer auch zwei Straßenwärter, die jeweils eine halbe Meile Straße beaufsichtigten.
Das Bauwerk in der Straße „Am Bindersee“ steht unter Denkmalschutz und wurde im Denkmalverzeichnis mit der Erfassungsnummer 094 76461 als Baudenkmal eingetragen. Architekturhistorisch gehört das Chausseehaus in die Zeit des Klassizismus. Besonders markant ist der an der Südwestecke angebaute Gebäudeflügel, der bis zur Straße reicht und die Expeditionsstube beherbergte. Dieser war sicher auch günstig, um bei schlechtem Wetter die Zollhebung auch vom Fenster aus abwickeln zu können, da sich dieses Element bei vielen Chausseehäusern in unterschiedlichen Ausprägungen finden lässt. Dennoch stellt das Gebäude in seiner speziellen Bauart einen seltenen Typ von Chausseehäusern dar, da diese oft streng symmetrisch aussahen.